# Zhang Ying (Beachvolleyballspielerin)
Zhang Ying (chinesisch 张莹, Pinyin Zhāng Yíng; * 15. August 1983 in Nanping) ist eine ehemalige chinesische Beachvolleyballspielerin.

## Karriere
Zhang Ying startete auf der FIVB World Tour 2005 mit Wang Fei, 2006 mit Zou Man und 2007 mit Ji Linjun. Größter Erfolg war hier 2006 ein vierter Platz bei den Shanghai Open mit Zou. Mit der olympischen Bronzemedaillengewinnerin Xue Chen erreichte Zhang bei der Weltmeisterschaft 2009 in Stavanger den neunten Platz.